# Перес-Рионда, Луис Альберто
Луис Альберто Перес-Рионда (исп. Luis Alberto Pérez-Rionda; род. 16 августа 1969, Матансас) — кубинский легкоатлет, специалист по бегу на короткие дистанции. Выступал за сборную Кубы по лёгкой атлетике в 1996—2005 годах, обладатель бронзовой медали Олимпийских игр в Сиднее, серебряный призёр Игр доброй воли, серебряный призёр Всемирной Универсиады, чемпион Центральноамериканских и Карибских игр.

## Биография
Луис Альберто Перес-Рионда родился 16 августа 1969 года в городе Матансас, Куба.
Впервые заявил о себе в лёгкой атлетике на международном уровне в сезоне 1996 года, когда вошёл в состав кубинской сборной и выступил в беге на 100 метров на иберо-американском чемпионате в Медельине. Позднее в той же дисциплине одержал победу на чемпионате Кубы в Гаване. Благодаря череде успешных выступлений удостоился права защищать честь страны на летних Олимпийских играх в Атланте — участвовал в эстафете 4×100 метров, показав в финале шестой результат.
В 1997 году вновь выиграл чемпионат Кубы в 100-метровой дисциплине. Победил на дистанции 100 метров и в эстафете 4×100 метров на центральноамериканском и карибском чемпионате в Сан-Хуане, стал серебряным призёром на Всемирной Универсиаде в Катании. На чемпионате мира в Афинах дошёл до четвертьфинала в программе 100 метров, занял четвёртое место в эстафете 4×100 метров.
На Центральноамериканских и Карибских играх 1998 года в Маракайбо выиграл серебряную медаль в беге на 100 метров и золотую медаль в эстафете 4×100 метров. Помимо этого, взял бронзу в эстафетной гонке на Играх доброй воли в Нью-Йорке.
В 1999 году стартовал на дистанции 60 метров на чемпионате мира в помещении в Маэбаси. Отметился выступлением на Панамериканских играх в Виннипеге, став в финале 100-метровой дисциплины седьмым. На чемпионате мира в Севилье занял четвёртое место в эстафете 4×100 метров.
В 2000 году на иберо-американском чемпионате получил серебро в беге на 100 метров и в эстафете 4×100 метров. Бежал эстафету 4×100 метров на Олимпийских играх в Сиднее — вместе с соотечественниками Хосе Анхелем Сесаром, Фредди Майолой и Иваном Гонсалесом завоевал бронзовую олимпийскую медаль, уступив в финале только командам из США и Бразилии.
В 2001 году участвовал в эстафете 4×100 метров на чемпионате мира в Эдмонтоне, кубинцы сошли здесь с дистанции уже в ходе предварительного квалификационного этапа. В той же дисциплине впоследствии показал четвёртый результат на Играх доброй воли в Брисбене.
Завершил спортивную карьеру по окончании сезона 2005 года.